# ناحیه فراست، میشیگان
ناحیه فراست (به انگلیسی: Frost Township) یک منطقهٔ مسکونی در ایالات متحده آمریکا است که در شهرستان کلیر، میشیگان واقع شده‌است.
 ناحیه فراست ۹۲٫۰ کیلومتر مربع مساحت و ۱٬۰۴۷ نفر جمعیت دارد و ۳۴۸ متر بالاتر از سطح دریا واقع شده‌است.